# Джиенбаев, Сергей Нуржанович
Джиенбаев Сергей Нуржанович (род. 28 сентября 1973 года, Шевченко, Казахская ССР, СССР) — российский яхтсмен, многократный чемпион и призёр чемпионатов России, мастер спорта международного класса, спортивный судья по парусному спорту 1-й Категории, организатор спорта, бизнесмен. Президент Всероссийской федерации парусного спорта с 2020 года.

## Биография
Парусным спортом начал заниматься в 1983  году в Воронеже. С 1985  года выигрывал городские, областные, российские первенства и первенства СССР, а затем и России. На протяжении многих лет входил с состав молодежной сборной команды СССР, а затем России. В 1990 году прервал спортивную карьеру в связи с отсутствием  материальной базы и обучением в высших учебных заведениях. В 2000  году возобновил занятия парусным спортом  в классе яхт «Торнадо».
С 2002 по 2018 год член Сборной команды России в классах яхт катамаран "Торнадо", "49-й",  "Накра 17".
Неоднократный чемпион и призер чемпионатов России.
С 2007 года по 2020 год  президент российской Ассоциации яхт  олимпийского класса «49-й».
При организаторском участии Сергея Джиенбаева проходило становление в России скоростных олимпийских классов — «49-й» и «Накра 17».
С 2011 по 2013 год был главным тренером Сборной команды России, в том числе во время Летних Олимпийским игр 2012 в Лондоне.
Руководил Федерацией парусного спорта Москвы.
7 октября 2020 года избран избран на пост президента Всероссийской федерации парусного спорта. Его соперником на выборах был Василий Юрьевич Сенаторов.
Сергей Джиенбаев - один из учредителей яхтенной верфи в Таганроге. В 2014 году открыл яхт-клуб «Галс» — парусную марину в Мытищинском районе Московской области.
В 2021 году возглавил управляющий проект максияхты  Команч.
Проживает в Москве.

## Интервью
- «Яхтинг должен стать бизнес-процессом»[8].

## Образование
- Абхазский государственный университет им. А.М. Горького (юриспруденция)
- Московский государственный институт пищевой промышленности (бухгалтерский учет и аудит)
- Национальный государственный университет физической культуры, спорта и здоровья им. П.Ф. Лесгафта (парусный спорт).[4]